# اردوگاه اومارسکا
اردوگاه اومارسکا (انگلیسی: Omarska camp) یک اردوگاه مرگ بود که توسط ارتش جمهوری صرب بوسنی در شهر اومارسکا در نزدیکی پرییدور در شمال بوسنی و هرزگوین برای نگه‌داری بوسنیایی‌ها و کروات‌ها در جریان کشتار پرییدور در جنگ بوسنی برپا شده بود.
دادگاه بین‌المللی کیفری یوگسلاوی سابق در لاهه چندین نفر را به جرم جنایت علیه بشریت در این اردوگاه محاکمه کرده‌است.حدود ۶٬۰۰۰ بوسنیایی‌ و کروات‌ در این اردوگاه نگه‌داری می‌شدند.صدها نفر در این اردوگاه بر اثر گرسنگی، بیماری یا ضرب و شتم کشته‌شدند.